# Giancarlo Pirandola
Giancarlo Pirandola (Foggia, 10 gennaio 1943 – Lecce, 3 gennaio 2018) è stato un arbitro di calcio italiano.

## Carriera
Per la sezione della Commissione Arbitri Interregionale il C.A.I. di Lecce è arrivato ad arbitrare in Serie D ed in Serie C nel 1976, poi il salto nella A.I.A. sempre per la sezione di Lecce ha esordito in Serie B il 17 febbraio 1980 dirigendo l'incontro Matera-Palermo (0-0). Dopo due anni l'esordio nella massima serie il 16 maggio 1982, nell'ultima giornata del campionato ha diretto Torino-Como (0-0) Nei due tornei maggiori del calcio italiano ha diretto in tutto 85 incontri, 6 in Serie A e 79 in Serie B, l'ultima direzione nel massimo campionato a Udine il 12 maggio 1985 nella partita Udinese-Napoli (2-2).

## Biografia
Conclusa la sua esperienza arbitrale ad alto livello, per circa trent'anni è stato responsabile del Settore Tecnico della UISP, l'Unione Italiana Sport per tutti, di cui è stato dirigente nazionale, sempre nell'ambito arbitrale.